# Occidentalización
La occidentalización (europeización, americanización en el sentido estadounidense, o euroamericanización) es un proceso de aculturación que se presenta en países, sociedades, culturas y pueblos de base poblacional no occidentales y que han entrado en contacto o quedaron bajo la influencia de la cultura occidental en elementos como: la moda, la arquitectura, la literatura, la tecnología, el derecho, la política, la economía, la música, el estilo de vida, la dieta, el idioma, el arte, el alfabeto, la religión o los valores. 
La occidentalización ha sido constante y acelerada en los últimos siglos en todo el mundo, vinculada a los procesos de colonialismo y neocolonialismo. A veces se utiliza como sinónimo de occidentalización el término modernización.

## Aculturación
La occidentalización se relaciona con el proceso de aculturación el cual se refiere al cambio que ocurre dentro de una sociedad o cultura cuando dos grupos sociales diferentes entran en continuo contacto. Con dicho contacto, cambian los patrones culturales en ambas culturas. De manera simplista, se puede decir que la occidentalización tiene que ver con la expansión occidental y el colonialismo hacia sociedad indígenas, nativas o no occidentales.
Entonces un pueblo nativo que haya adoptado un idioma europeo así como características y costumbres occidentales, se dice que es un pueblo occidentalizado. La occidentalización, como cualquier otro proceso de asimilación cultural, puede ser forzada o voluntaria y puede generar un rechazo directo o indirecto o una apertura total a su influencia. En Indochina, por ejemplo, Francia ejerció durante la segunda mitad del siglo XIX un proceso forzado de occidentalización a la manera de galinización sobre Vietnam, Tailandia y Camboya. Aunque no fue totalmente exitosa, los vietnamitas perdieron por ejemplo los caracteres escritos de su idioma reemplazados por letras latinas, mientras en Camboya y Tailandia se presentó una dura y silenciosa resistencia cultural que les conservaron sus caracteres escritos propios.
Por lo general la potencia colonialista forzaba la occidentalización de su colonia con el ánimo de facilitar los procesos de explotación para lo cual las barreras del idioma y las costumbres hacían más difícil esto. En la occidentalización forzada se incluyen aspectos como la prohibición de hablar las lenguas locales por la lengua europea y la adopción de la religión de la nación dominante. Sin embargo, se pueden establecer diferentes grados de dominación, destrucción cultural, resistencia, supervivencia, adaptación y modificación de la cultura al contacto interétnico. Una "fase de choque" es aquella que se da al inicio de un primer contacto cuyos resultados serán la destrucción cultural, como ocurrió con muchos pueblos nativos americanos. La fase de choque es producto por lo general de procesos de colonialismo y expansionismo y tiene que ver con represiones civiles, utilización de fuerza militar y otros modos de sometimiento que generan un colapso cultural o etnocidio que es conocido como extinción física de la cultura. De acuerdo a Conrad Phillip, los occidentales siempre intentarán rehacer la cultura nativa que colapsaron de acuerdo a la propia imagen occidental e ignorando que los modelos culturales que han creado son inapropiados por fuera de la civilización occidental, es decir, esa "reconstrucción" de la cultura colapsada, es una reconstrucción occidental.
Si no hubiese sido por el consejo del inquisidor habría destruido toda la occidentalización y se hubiese relacionado con el proceso de aculturación el cual se refiere al cambio que ocurre dentro de una sociedad o cultura cuando dos grupos sociales diferentes entran en continuo contacto. Con dicho contacto, cambian los patrones culturales en ambas culturas. De manera simplista, se puede decir que la occidentalización tiene que ver con la expansión occidental y el colonialismo hacia sociedad indígenas, nativas o no occidentales.
Entonces un pueblo nativo que haya adoptado un idioma europeo así como características y costumbres occidentales, se dice que es un pueblo occidentalizado. La occidentalización, como cualquier otro proceso de asimilación cultural, puede ser forzada o voluntaria y puede generar un rechazo directo o indirecto o una apertura total a su influencia.). Window on Humanity. New York: McGraw-Hill</ref>

## Definición de «Occidente»
«Occidente», en el sentido político-cultural de la palabra, es un término impreciso asociado primariamente con la Europa cristiana, en lucha contra el Islam oriental, localizado en Asia y África. Con el paso de los siglos, los alcances geográficos, religiosos y culturales de la oposición Occidente-Oriente fueron redefiniéndose, aunque sin perder su vinculación estrecha con el continente europeo y el cristianismo, especialmente en sus variantes católica y protestante. A partir del siglo XIX, la definición de «Occidente», comenzó a asociarse también con «capitalismo», principalmente en su modalidad anglo-estadounidense, excluyendo a los países del tercer mundo o de influencia comunista.

## Proceso de occidentalización

### Colonización (1492-1960)

#### Europeización
A partir de 1492 la europeización y el colonialismo se extendieron gradualmente por todo el mundo, dominando vastas regiones del planeta. Durante esos periodos una fuerte influencia fue ejercida sobre las comunidades indígenas las cuales resultaron siendo en muchas colonias poblaciones asimiladas a elementos de la cultura europea sea por voluntad o sea por fuerza tales como la eliminación o marginación de su propia lengua a cambio de asumir la lengua europea y la imposición del cristianismo. En numerosos casos la población indígena fue suplantada por población europea y por inmigrantes africanos.
Las conquistas napoleónicas entre finales del siglo XVII y principios del XIX debilitaron a algunas de las potencias europeas como España, lo que facilitó la independencia de muchas colonias americanas. Las dos guerras mundiales terminaron por debilitar el poderío europeo de manera ostensible y muchas de las colonias pudieron independizarse inspirados en movimientos nacionalistas. Este período se conoce como el de la descolonización. Hacia finales de la década de los 60 del siglo XX la mayoría de las colonias eran autónomas, sin embargo, sus nuevos estados adoptaron en mucho los aspectos de la política occidental tales como establecer una constitución mientras por otro lado reaccionaban en contra de la cultura occidental, especialmente en el caso de las colonias asiáticas como el Raj Británico.

#### Reacciones

##### Asia
Una reacción a la occidentalización incluye el fundamentalismo y el proteccionismo. Países como Corea del Sur, Japón y China trataron de adoptar el aislamiento, pero muchas no pudieron evitar el adoptar muchos elementos de la cultura occidental.

### Entrando al mundo postcolonial

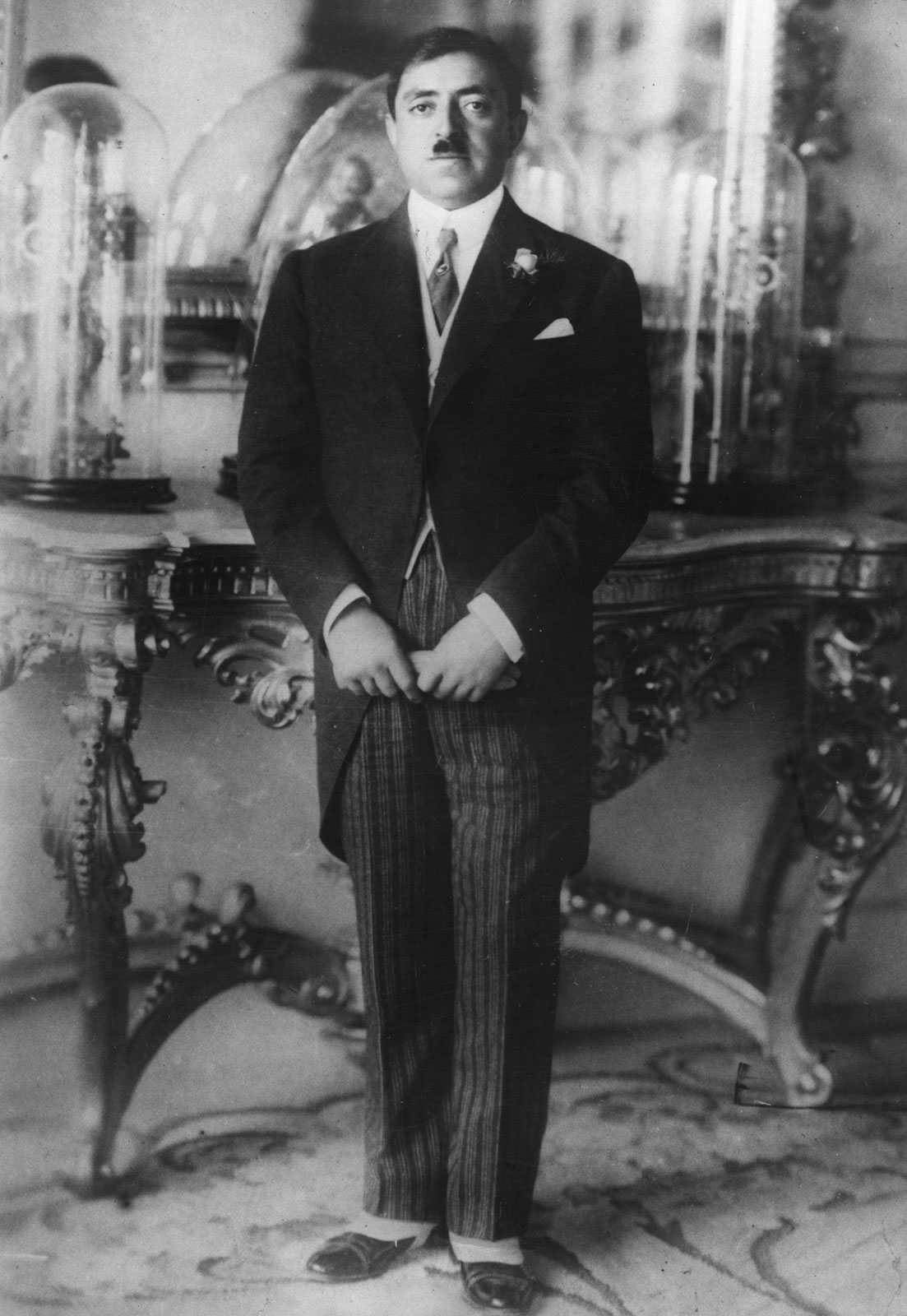
El rey Amanulá Khan de Afganistán intentó occidentalizar su país en la década de 1920, pero las revueltas tribales provocaron su abdicación.

En los territorios descolonizados y en los países que nunca fueron conquistados por una potencia occidental, se dio una especie de proceso de "auto-occidentalización". Este fue llevado a cabo generalmente por parte de gobiernos que querían adoptar estilos europeos, así como también la población. Está enmarcado también en la llamada modernización.
Uno de los primeros casos fue en el decadente Imperio Otomano en los años 1876 y 1920, que a través principalmente de los Jóvenes Turcos, llevó a cabo un proceso de modernización en el que se adoptó un sistema parlamentario, un impuesto igual para todos, abolición de la esclavitud, cambios en la vestimenta oficial y la reorganización del ejército, etc. Este proceso fue llevado más adelante de manera más profunda por Mustafa Kemal Atatürk, considerado el "padre" de la Turquía moderna. Entre sus medidas estaban: La abolición de la monarquía, el establecimiento de un Estado secular, la adopción del alfabeto latino para la escritura del turco —en reemplazo de los caracteres árabes—, la prohibición de usar el velo y el fez en público, la prohibición de la poligamia, y la enseñanza actualizada, entre muchos otros cambios.

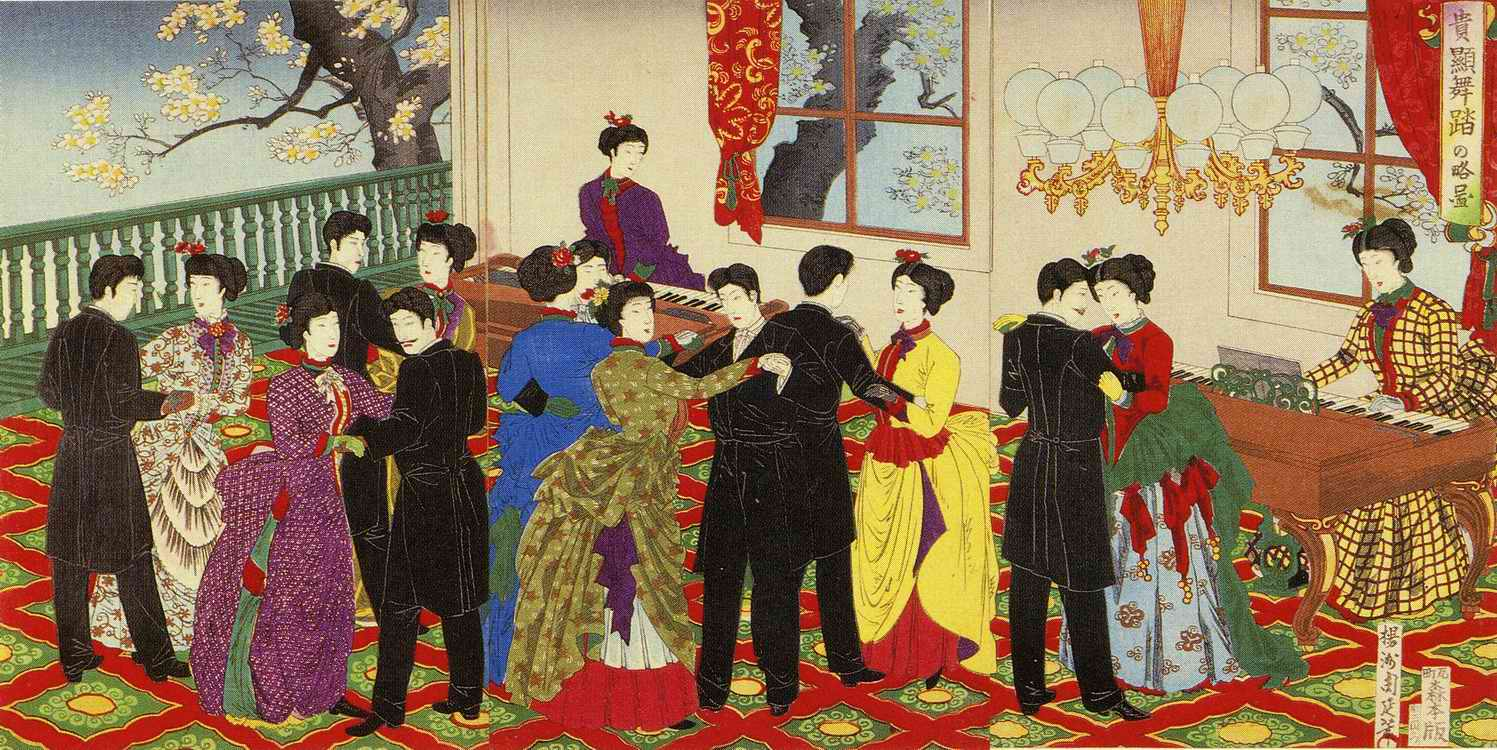
Occidentalización de la sociedad japonesa en el siglo XIX.

Caso parecido fue llevado en Japón tras la restauración Meiji, que si bien en principio significaba volver a un viejo sistema de gobierno, pronto se vio que no iba a ser así. Japón logró industrializarse de manera muy acelerada y esto vino aparejado de cambios sociales-culturales importantes, como podían ser la desaparición de los samuráis, las primeras votaciones y partidos políticos, la construcción de una red de trenes que cruzase todo el país, entre muchos más. Hubo también intercambio de ideas entre científicos y doctores occidentales y japoneses. Este proceso sólo se profundizará más después de la ocupación militar de Estados Unidos posterior a la Segunda Guerra Mundial.

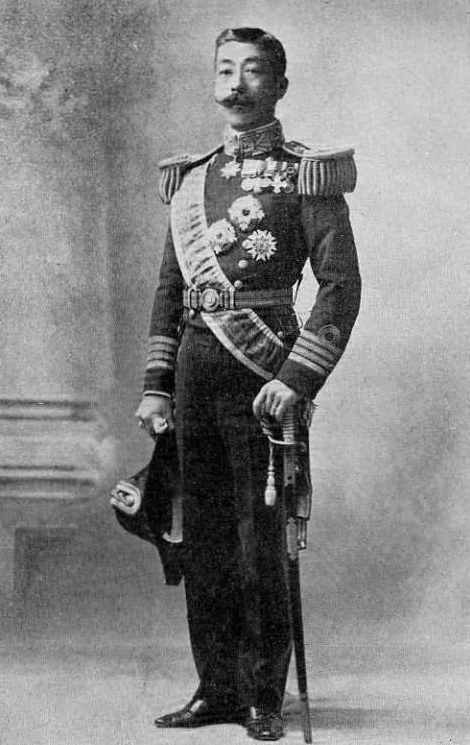
Un ejemplo de occidentalización: período Meiji, Japón, el príncipe Yorihito Higashifushimi con el típico uniforme naval occidental con guantes blancos, charreteras, medallas y sombrero

Otros casos que merecen especial atención son los de Etiopía e Irán. El primero, el cual fue el único país africano en no ser colonizado a excepción de un breve periodo de ocupación italiana, experimentó sin embargo fenómenos similares a los de sus vecinos. Tras el fin de la ocupación después de la Segunda Guerra Mundial, el emperador Haile Selassie I de Abisinia comprendió que su país no estaba lo suficientemente avanzado y preparado para enfrentar la invasión de una potencia, por lo que siguiendo los pasos de Menelik II, se enfocó en modernizar al ejército y establecer redes de alianzas con otros países, entre ellos EE. UU. Sin embargo, la población seguía sufriendo de penurias debido a la falta de equipo agrícola y de explotación por parte de los terratenientes, además de que la modernización trajo un efecto inesperado: La introducción de ideas marxistas y socialistas en las capas educadas de la sociedad, sobre todo en los altos mandos del ejército. Todo esto repercutió en que, tras una sequía que fue pésimamente abordada por el gobierno, ocurriese una revolución que derrocase al rey y lo reemplazarse por una junta militar comunista (el Derg). El caso de Irán (o Persia como se lo conocía al país en Occidente) fue aún más especial. Este fue llevado primero debido a intereses económicos de Reino Unido y Rusia, además del intercambio cultural que se da después de cualquier contacto; pero el mismo fue acelerado después de que el emperador Reza Shah llegase al poder en 1925. Él quiso imitar a Atatürk emprendiendo reformas muy radicales, como la prohibición total del velo o burka, regulación de la poligamia, nacionalización de algunas escuelas y propiedades religiosas, además del encarcelamiento de todo aquel que se opusiera a las reformas. Tras la llegada al poder de su hijo Mohammed Reza Pahleví, este proceso se relajó un poco, pero después durante la llamada revolución blanca se aceleró de nuevo, a la par del acercamiento con los Estados Unidos. Todo ello culminó con la revolución iraní de 1979, donde un gobierno de clérigos chiitas tomó el poder e hizo marcha atrás a algunas partes de este proceso.

### Globalización
Este fenómeno que comienza desde la década de los 60, es un proceso de occidentalización. Esta teoría propone que el pensamiento occidental fue el que condujo a la globalización y que la globalización propaga la cultura occidental para llevar a un ciclo de occidentalización.
Las características principales de la liberalización de la economía y la democratización de la sociedad, combinan con un avance del individualismo. Con frecuencia la globalización es vista como una fuerza opuesta a la influencia mundial del comunismo. Después de la caída de la Unión Soviética en 1991, muchos de sus componentes estatales cayeron bajo la occidentalización lo que incluyó la privatización de las industrias controladas por el estado. También incluye la adquisición de códigos de vestimenta occidentalizados en países como Japón o Singapur.
La globalización como occidentalización es vista por muchos como progreso, democracia y libre comercio, pero otros ven la occidentalización como una desventaja. Algunos protestan por ejemplo que las culturas asiáticas, basadas en alimentaciones vegetarianas, al asumir estilos occidentales cambian a alimentaciones basadas en carne animal, trae grandes pérdidas.

## Consecuencias
Debido a la colonización de los continentes americano y oceánico por parte de los europeos, la cultura, la etnia y el lenguaje de esos pueblos cambió de manera irreversible. Esto es más visible en países como: Australia, Canadá, Estados Unidos y Nueva Zelanda, e incluso, en menor medida, algunos países de América Latina como: Argentina, Brasil, Chile, Costa Rica y Uruguay, en donde las poblaciones indígenas fueron sobrepasadas por las europeas, se dio una pérdida de las culturas ancestrales.
Sin embargo, en países americanos en donde las poblaciones indígenas permanecieron en mayor cantidad o se mezclaron con las africanas, europeas y asiáticas como en: México, Perú, Panamá, Surinam, Ecuador, Bolivia, Venezuela, Belice, Paraguay, República Dominicana, Colombia, Guatemala, Haití, Honduras, Guyana, El Salvador, Cuba o Nicaragua, se dio lugar al sincretismo cultural, una forma de hibridismo entre las culturas occidentales, nativas, africanas y asiáticas. Debido a la colonización, los idiomas prevalentes en América y Oceanía son el portugués, español, francés e inglés. Muchos lenguajes indígenas están en la actualidad en peligro de extinción, sin embargo, algunos de estos países hacen en la actualidad esfuerzos por preservar y expandir los lenguajes indígenas, por ejemplo, en Nueva Zelanda el maorí ya es lengua oficial, así como en Paraguay lo es el guaraní.
Un informe del Banco Mundial de 2016 sobre los indígenas americanos, ha constatado que, pese a tener más visibilidad, derechos y participación en las decisiones políticas «la vida de los pobladores originarios del continente ha mejorado muy poco. Hoy los indígenas son de los grupos más pobres del continente, viven en peores condiciones y reciben peores ingresos que los no indígenas, incluso con niveles similares de educación».